# Matteo Manuguerra
Matteo Manuguerra (Túnez, 5 de octubre de 1924 – 25 de julio de 1998) fue un barítono francés nacido en Túnez, uno de los más destacados barítonos verdianos de los años setenta.
Manuguerra nació en Túnez, hijo de padres italianos, quienes más tarde se trasladaron a Argentina. Llegó tarde a la música, comenzando sus estudios vocales a la edad de 35 años, en el conservatorio musical de Buenos Aires, con Umberto Landi. Debutó como tenor, en el Réquiem de Mozart. Se estableció en Francia en 1961, y después de más estudios, debutó al año siguiente como barítono en el papel de Valentin en Fausto, en la Ópera de Lyon donde permanecería durante tres años.
Manuguerra se estrenó en la Ópera de París en 1966, como Rigoletto. Apareció por toda Francia, y cantó en la radio francesa particularmente en óperas de Verdi tales como Nabucco, Ernani, I masnadieri, Luisa Miller, ASÍ COMO EN I vespri siciliani Y Don Carlo, ambas en sus versiones originales francesas.
Después de cantar mucho por toda Europa, Manuguerra hizo su debut americano en 1968, como Gérard en Andrea Chénier, en Seattle. También hizo su presentación en la Metropolitan Opera el 11 de enero de 1971, como Enrico en Lucia di Lammermoor, otros papeles fueron Barnaba en La Gioconda,  Carlo en La forza del destino, Amonasro en Aida, Alfio en Cavalleria rusticana, Tonio en I Pagliacci, y otros. También apareció en la ópera de San Francisco y la ópera de Dallas.
En el Teatro Colón de Buenos Aires cantó en papeles destacados de diversos títulos entre 1974 y 1986 como ser Trovatore, Tosca, Andrea Chenier, Don Carlo y Rigoletto.
Manuguerra poseía una voz rica y ágil lo que le permitía destacar tanto en el repertorio belcantista como en el verista, con Verdi siempre en el núcleo, lo que su impresionante discografía demuestra sobradamente. 
Matteo Manuguerra disfrutó de una larga carrera y aún se encontraba en activo cuando murió inesperadamente de un ataque al corazón en Montpellier, Francia.

## Grabaciones de estudio
- Rossini - Le barbier de Séville - Jean-Pierre Marty - EMI - 1974
- Bellini - I puritani - Riccardo Muti - EMI - 1979
- Verdi - La battaglia di Legnano - Lamberto Gardelli - PHILLIPS - 1977
- Verdi - Nabucco - Riccardo Muti - EMI - 1977-78
- Verdi - I masnadieri - Richard Bonynge - DECCA/LONDON - 1979
- Verdi - Stiffelio - Lamberto Gardelli - PHILLIPS - 1979
- Verdi - La traviata - Richard Bonynge - DECCA/LONDON - 1979
- Massenet - Werther - Michel Plasson - EMI - 1979
- Mascagni - Cavalleria rusticana - Riccardo Muti - EMI - 1979
- Puccini - Tosca - Mstislav Rostropovich - DEUTSCHE GRAMMOPHON - 1976
- Puccini - La bohème - James Levine - EMI - 1979
- Zandonai - Francesca da Rimini - Maurizio Arena - BALKATON - 1987